# Shuhei Fukai
Shuhei Fukai (født 20. juli 1993) er en japansk fodboldspiller, som spiller for den japanske fodboldklub Blaublitz Akita.